# Brazilië op de Olympische Zomerspelen 1936
Brazilië nam deel aan de Olympische Zomerspelen 1936 in Berlijn, Duitsland. Maria Lenk introduceerde op de 200 m schoolslag een nieuwe zwemtechniek, die de basis vormde voor de huidige vlinderslag.

## Resultaten en deelnemers

### Atletiek
| Olympiër            | Discipline         | Resultaat    | Prestatie                                                         |
| ------------------- | ------------------ | ------------ | ----------------------------------------------------------------- |
| José de Almeida     | 100m (m)           | series       | serie 12: 3e in 11,1                                              |
| Oswaldo Domingues   | 100m (m)           | series       | serie 9: 5e                                                       |
| José de Almeida     | 200m (m)           | series       | serie 1: 5e                                                       |
| Antônio de Carvalho | 400m (m)           | 30e          | serie 4: 5e in 50,4                                               |
| Darcy Guimarães     | 110m horden (m)    | series       | serie 3: 4e                                                       |
| Sylvio Padilha      | 400m horden (m)    | 5e           | serie 2: 2e in 54,2 halve finale 2: 3e in 53,3 finale: 5e in 54,0 |
| Márcio de Oliveira  | verspringen (m)    | 15e          | kwalificatie: 15e finale: 15e met 7,05m                           |
| Ícaro Mello         | hoogspringen (m)   | 23e          | kwalificatie: 23e met 1,80m                                       |
| Alfredo Mendes      | hoogspringen (m)   | 23e          | kwalificatie: 23e met 1,80m                                       |
| Antônio Lira        | kogelstoten (m)    | kwalificatie |                                                                   |
| Assis Naban         | kogelslingeren (m) | kwalificatie |                                                                   |

### Basketbal
| Olympiër | Discipline | Resultaat | Prestatie |
| --- | ---------- | --------- | --- |
| Armando Albano Baiano Coroa Carmino de Pilla Nelson Monteiro de Souza Miguel Pedro Martinez Lopes Américo Montanarini Pavão Cacau José Oscar Zelaya Alonso | mannen     | 9e        | 1e ronde: W van Canada: 24-17 2e ronde: V van Chili: 18-23 2e ronde herkansingen: W van China: 32-14 3e ronde: V van Polen: 25-33 |

### Moderne vijfkamp
| Olympiër                 | Discipline | Resultaat | Prestatie |
| ------------------------ | ---------- | --------- | --- |
| Guilherme Catramby Filho | mannen     | 36e       | paardrijden: 26e in 11.07,8 (1 strafpunt) schermen: 31e met 17,5 punten schietsport: 37e met 157 punten zwemmen: 28e in 5.40,9 atletiek: 36e in 16.51,7 totaal: 159,5 punten  |
| Anísio da Rocha          | mannen     | 39e       | paardrijden: niet gefinisht schermen: 26e met 18,5 punten schietsport: 40e met 146 punten zwemmen: 39e in 7.22,5 atletiek: 30e in 15.40,7 totaal: 177,5 punten                |
| Rui Duarte               | mannen     | 37e       | paardrijden: 35e in 10.57,8 (18 strafpunten) schermen: 36e met 15,5 punten schietsport: 33e met 167 punten zwemmen: 23e in 5.30,3 atletiek: 33e in 15.52,0 totaal: 160 punten |

### Roeien
| Olympiër | Discipline      | Resultaat | Prestatie                                            |
| --- | --------------- | --------- | ---------------------------------------------------- |
| Celestino de Palma | skiff (m)       | 17e       | serie 1: 2e in 7.37,7 herkansingen: 3e in 7.49,7     |
| Adamor Gonçalves Paschoal Rapuano                                                                                                   | dubbel-twee (m) | 12e       | serie 2: 6e in 7.26,3 halve finale 1: 5e in 8.30,2   |
| Afonso de Castro Eduardo Lehman | twee-zonder (m) | DNF       | serie 1: 4e in 7.40,2 halve finale 1: niet gefinisht |
| Decio Klettenberg José Ramalho Estevam Strata                                                                                       | twee-met (m)    | 11e       | serie 1: 6e in 8.13,7 halve finale 1: 5e in 9.32,3   |
| Henrique Camargo José de Campos Wilson de Freitas Álvaro de Sá Freire Nelson Ribeiro                                                | vier-met (m)    | 14e       | serie 1: 2e in 7.01,3 halve finale 1: 4e in 8.26,0   |
| Alfredo de Bôer Maximo Fava Arno Franzen Lauro Franzen Nilo Franzen Henrique Kranen Rodolpho Rath Ernesto Sauter Frederico Tadevald | acht (m)        | 12e       | serie 2: 5e in 6.33,2 herkansingen: 4e in 7.06,1     |

### Schermen
| Olympiër                                                             | Discipline      | Resultaat | Prestatie                                                  |
| -------------------------------------------------------------------- | --------------- | --------- | ---------------------------------------------------------- |
| Henrique de Aguilar                                                  | degen (m)       | 20e       | 1e ronde groep 2: 1e kwartfinale 4: 4e halve finale 2: 10e |
| Ennio de Oliveira                                                    | degen (m)       | 55e       | 1e ronde groep 7: 7e                                       |
| Moacyr Dunham                                                        | degen (m)       | 61e       | 1e ronde groep 5: 8e                                       |
| Henrique de Aguilar Ennio de Oliveira Moacyr Dunham Ricardo Vagnotti | degen team (m)  | 15e       | 1e ronde groep 7: 3e                                       |
| Lodovico Alessandri                                                  | floret (m)      | 52e       | 1e ronde groep 6: 6e                                       |
| Moacyr Dunham                                                        | floret (m)      | 53e       | 1e ronde groep 7: 6e                                       |
| Ricardo Vagnotti                                                     | floret (m)      | 38e       | 1e ronde groep 2: 5e                                       |
| Lodovico Alessandri Ennio de Oliveira Moacyr Dunham Ricardo Vagnotti | floret team (m) | 13e       | 1e ronde groep 2: 3e                                       |
| Lodovico Alessandri                                                  | floret (m)      | 55e       | 1e ronde groep 9: 6e                                       |
| Ennio de Oliveira                                                    | floret (m)      | 71e       | 1e ronde groep 4: 9e                                       |
| Moacyr Dunham                                                        | floret (m)      | 68e       | 1e ronde groep 3: 8e                                       |
|                                                                      |                 |           |                                                            |
| Hilda von Puttkammer                                                 | floret (v)      | 23e       | 1e ronde groep 2: 4e kwartfinale 3: 6e                     |

### Schietsport
| Olympiër            | Discipline             | Resultaat | Prestatie                      |
| ------------------- | ---------------------- | --------- | ------------------------------ |
| Manoel Braga        | 50m geweer liggend (m) | 51e       | 287 punten                     |
| Antônio Guimarães   | 50m geweer liggend (m) | 23e       | 292 punten                     |
| José Mello          | 50m geweer liggend (m) | 5e        | 296 punten                     |
| Harvey Dias Villela | 50m pistool (m)        | 25e       | 515 punten (82-84-87-87-85-90) |

### Wielersport
| Olympiër         | Discipline       | Resultaat      | Prestatie |
| ---------------- | ---------------- | -------------- | --------- |
| Dertônio Ferrer  | wegwedstrijd (m) |                |           |
| José Magnani     | wegwedstrijd (m) |                |           |
| Hermógenes Netto | wegwedstrijd (m) | align="center" |           |

### Zeilen
| Olympiër     | Discipline | Resultaat | Prestatie                         |
| ------------ | ---------- | --------- | --------------------------------- |
| Walter Heuer | O-Jolle    | 24e       | 39 punten: (21-21-22-14-25-17-23) |

### Zwemmen
| Olympiër                                                  | Discipline            | Resultaat | Prestatie                                                               |
| --------------------------------------------------------- | --------------------- | --------- | ----------------------------------------------------------------------- |
| Leônidas da Silva                                         | 100m vrije slag (m)   | 31e       | serie 6: 5e in 1.03,3                                                   |
| Isaac Morais                                              | 100m vrije slag (m)   | 33e       | serie 3: 5e in 1.03,5                                                   |
| Paulo Tarrto                                              | 100m vrije slag (m)   | 30e       | serie 1: 5e in 1.02,6                                                   |
| João Havelange                                            | 400m vrije slag (m)   | 28e       | serie 2: 4e in 5.31,5                                                   |
| Aluizio Lage                                              | 400m vrije slag (m)   | 25e       | serie 4: 5e in 5.18,3                                                   |
| Manoel Villar                                             | 400m vrije slag (m)   | 23e       | serie 6: 4e in 5.18,2                                                   |
| João Havelange                                            | 1500m vrije slag (m)  | series    | serie 2: 5e in 22.54,1                                                  |
| Manoel Villar                                             | 1500m vrije slag (m)  | series    | serie 1: 5e in 21.49,9                                                  |
| Ademar Caballero                                          | 100m rugslag (m)      | 23e       | serie 5: 4e in 1.17,0                                                   |
| Antônio Amaral Filho                                      | 100m rugslag (m)      | 27e       | serie 2: 7e in 1.21,0                                                   |
| Benvenuto Nunes                                           | 100m rugslag (m)      | 22e       | serie 1: 6e in 1.16,9                                                   |
| Julius Edgar Arp                                          | 100m schoolslag (m)   | 21e       | serie 1: 5e in 3.02,6                                                   |
| Antônio Luiz dos Santos                                   | 100m schoolslag (m)   | 18e       | serie 3: 4e in 2.56,8                                                   |
| Leônidas da Silva Aluizio Lage Isaac Morais Manoel Villar | 4x200m vrije slag (m) | 11e       | serie 1: 3e in 9.42,5                                                   |
|                                                           |                       |           |                                                                         |
| Piedade Coutinho                                          | 100m vrije slag (v)   | 8e        | serie 3: 3e in 1.09,4 halve finale 1: 5e in 1.09,6                      |
| Helena Salles                                             | 100m vrije slag (v)   | 32e       | serie 4: 6e in 1.16,2                                                   |
| Scylla Venâncio                                           | 100m vrije slag (v)   | 31e       | serie 1: 8e in 1.15,1                                                   |
| Piedade Coutinho                                          | 400m vrije slag (v)   | 5e        | serie 1: 3e in 5.35,5 halve finale 2: 2e in 5.42,5 finale: 5e in 5.35,2 |
| Scylla Venâncio                                           | 400m vrije slag (v)   | 20e       | serie 5: 5e in 6.23,0                                                   |
| Sieglinda Zigler                                          | 100m rugslag (v)      | 20e       | serie 1: 8e in 1.32,0                                                   |
| Maria Lenk                                                | 200m schoolslag (v)   | 11e       | serie 4: 3e in 3.17,2 halve finale 1: 6e in 3.17,7                      |

Afghanistan · Argentinië · Australië · België · Bermuda · Bolivia · Brazilië · Brits-Indië · Bulgarije · Canada · Chili · Colombia · Costa Rica · Denemarken · Duitsland · Egypte · Estland · Filipijnen · Finland · Frankrijk · Griekenland · Groot-Brittannië · Hongarije · IJsland · Italië · Japan · Joegoslavië · Letland · Liechtenstein · Luxemburg · Malta · Mexico · Monaco · Nederland · Nieuw-Zeeland · Noorwegen · Oostenrijk · Peru · Polen · Portugal · Republiek China · Roemenië · Tsjecho-Slowakije · Turkije · Uruguay · Verenigde Staten · Zuid-Afrika · Zweden · Zwitserland